# Joachim Hackethal
Joachim Hackethal (7 de noviembre de 1924 - 26 de enero de 2003) fue un actor y artista de cabaret de nacionalidad alemana.
Nacido en Gotha, Alemania, y fallecido en Múnich, estuvo casado con la actriz Carlamaria Heim.

## Filmografía (selección)
- 1965 : Gewagtes Spiel (serie TV), episodio Der Skorpion
- 1970 : Wir hau’n die Pauker in die Pfanne
- 1973 : Der Ostfriesen Report
- 1973 : Diamantenparty (TV)
- 1974 : Drei Männer im Schnee
- 1974 : Schulmädchen-Report. 8. Teil: Was Eltern nie erfahren dürfen
- 1975 : Schulmädchen-Report. 10. Teil: Irgendwann fängt jede an
- 1976 : Der starke Ferdinand
- 1977 : Hausfrauen-Report 6. Teil: Warum gehen Frauen fremd?
- 1979 : Wehe, wenn Schwarzenbeck kommt
- 1979 : Die Blechtrommel
- 1981 : Frankfurt Kaiserstraße